# Jardiner d'Archbold
El jardiner d'Archbold (Archboldia papuensis) és una espècie d'ocell de la família dels ptilonorínquids (Ptilonorhynchidae) i única espècie del gènere Archboldia, si bé s'ha considerat la subespècie A. p. sanfordi (Mayr et Gilliard, 1950) una espècie de ple dret. Habita la selva humida de Nova Guinea.